# .333 OKH
El .333 OKH (Oneil, Keith & Hopkins) es un cartucho obsoleto desarrollado por Charlie O'Neil, Elmer Keith y Don Hopkins en 1945, con diseño de casquillo abotellado y sin anillo, para ser operado en rifles de mecanismo de cerrojo de longitud estándar con fines cinegéticos.

## Historia
Fue uno de los cartuchos O.K.H desarrollados por Charles O’Neil, Elmer Keith y Don Hopkins, al igual que el .334 OKH o el .285 OKH. Si bien esta línea de cartuchos metálicos es obsoleta, ha sido precursora de otros calibres modernos como el .338 Win Mag. 

## Diseño y performance
El diseño de este cartucho metálico de caza mayor parte del casquillo del .30-06 Springfield, al cual se le aumentó el diámetro del cuello para poder alojar un proyectil calibre .338", el cual era preferido por Keith para la caza mayor de cérvidos de gran talla como el wapiti o el alce.
Al igual que otros cartuchos metálicos calibre .338", el .333 OKH, con un cañón con un ratio de giro de 1:10", puede perfectamente estabilizar proyectiles de entre 250 y 300 granos y cargado con pólvoras lentas como el IMR 4350, 4895 o 4831, puede generar una velocidad de salida de 2,400 pies por segundo y una energía de 3,200 libras/pie con un proyectil de 250 granos; mientras que con uno de 275 genera una velociad de 2,300 pies/segundo y una energía de 3,270 pies/libra.

## Uso deportivo
El .333 OKH, es considerado un cartucho obsoleto y su uso limitado a quienes recargan. Sin embargo; es capaz de abatir a cualquier presa de caza mayor en Norteamérica a distancias cortas y medias.